# Bund freier Jugend
Der Bund freier Jugend (BfJ) war eine bis 2007 bestehende österreichische rechtsextreme Jugendorganisation der Arbeitsgemeinschaft für demokratische Politik (AFP) mit völkischer und neonazistischer Ausrichtung, deren Tätigkeitsschwerpunkt in Oberösterreich lag. Gemäß den Verfassungsschutzberichten waren ihre Tätigkeiten von zentraler Bedeutung für die Entwicklung des Rechtsextremismus in Österreich.
Von der Skinheadsubkultur unterschied sich der Bund freier Jugend sowohl im äußerlichen Auftreten (teilweise in Tracht) als auch im Selbstverständnis und durch eine betont völkische Blut-und-Boden-Ideologie. Er sah sich als „Anlaufstelle für die Jugend – welche sich noch wehren möchte“ – und veranstaltete soziale Aktivitäten wie Sonnwendfeiern, verteilte Flugblätter und organisierte Schulungen, Vorträge und Reisen zu Demonstrationen.

## Überblick
Die Mutterorganisation des BfJ, die Arbeitsgemeinschaft für demokratische Politik, wurde 1963 gegründet und ist an der Grenze zwischen Rechtsextremismus und Neonazismus angesiedelt. Sie konzentriert sich auf „ideologisch-kulturelle Arbeit mit ausgesprochen rechtsextremer Tendenz“. Die Jugendgruppe der AFP nannte sich anfangs AFP-Jugend und gab 2001 die erste Ausgabe ihrer Zeitschrift Jugend Echo heraus. Im Jänner 2003 benannte sie sich in Bund freier Jugend um. Innerhalb kurzer Zeit sammelten sich im Großraum Linz rund 50 Neonazis. Bei der Nationalratswahl 2006 unterstützte der BfJ die Freiheitliche Partei Österreichs (FPÖ), warf ihr aber schon bald danach wieder ein Abrücken vom „volkstreue[n] Gedankengut“ vor. Auf unterer Ebene, über den Ring Freiheitlicher Jugend Österreich, bestanden auch Kontakte und einzelne personelle Überschneidungen.
Bei seinen Veranstaltungen ging der BfJ regelmäßig konspirativ vor, um die Sicherheitsbehörden und mögliche Gegendemonstranten in die Irre zu führen. So trat er auch als Aktion Sichere Zukunft, als Bürgerinitiative „Wir sind das Volk“ oder als Junge Aktion auf. Der Wiener Teil der Gruppe verwendete einige Zeit auch den Namen Jugendkreis Hagen. Das DÖW vermutet, dass Aktivisten des Bundes freier Jugend maßgeblich am Betrieb der von März 2009 bis Ende 2011 aktiven Neonazi-Website alpen-donau.info beteiligt waren. Der BfJ gehörte um das Jahr 2006 zu den aktivsten rechtsextremen Gruppen Österreichs und war mit verschiedenen ähnlichen Gruppierungen in Österreich und Deutschland vernetzt. Es gibt Hinweise darauf, dass er von älteren Aktivisten aus dem Umfeld der AFP finanziell unterstützt wurde. Während der BfJ im Verfassungsschutzbericht 2007 noch als der „aktivste Träger rechtsextremen Gedankenguts“ des Vorjahres bezeichnet wurde, scheint er in den Verfassungsschutzberichten seit 2008 nicht mehr auf. 2015 schrieb das Dokumentationsarchiv des österreichischen Widerstandes, dass der BfJ als solcher nicht mehr existiert, wenngleich sich seine Aktivisten weiterhin einschlägig betätigten. So sind etwa die ehemaligen führenden Aktivisten Stefan Magnet und Michael Scharfmüller nach wie vor in der rechtsextremen Szene aktiv.
Laut dem Dokumentationsarchiv des österreichischen Widerstandes gehörten auch Mitglieder des „Objekts 21“ teilweise dem BfJ an.

### Eigendarstellung
Der Bund freier Jugend sieht sich selbst als „hart“ und „verabscheu[t] […] ein verweichlichendes Wohlleben“. Nach Aussagen des Obmanns des BfJ, Rene Hönig, sei der Bund als „Alternative zur dekadenten Spaßgesellschaft“ gegründet worden, um „der Jugend wieder volkstreue Werte“ zu vermitteln. Die beiden Haupttätigkeitsfelder des BfJ seien Politik und Jugendarbeit. Politisch will er „dem diktatorischen Machtanspruch der ‚politisch Korrekten‘ und der Zersetzung der Identität und unserer Kultur“ entgegenwirken; bei der Jugendarbeit will er die „eigene Kultur“ „durch Jahresfeiern und traditionell gestaltete Feste“ lebendig erhalten und durch „[a]lternative Freizeitgestaltung und Bildungsarbeit“ die „Persönlichkeitsbildung junger Menschen“ betreiben. Die Verbindung der beiden Felder sieht Hönig als Erfolgsrezept des BfJ. „Aus verschiedenen, organisatorischen, rechtlichen, politischen Gründen“ habe der BfJ keine offiziellen Mitglieder; stattdessen habe er „unabhängige, freie, demokratie- und volksbewußte Mitstreiter“, die ehrenamtlich mitarbeiten. Auf ihrer Website stehen die Mottos „entschlossen – frech – zielstrebig“ und „Für Familie Volk und Land“.
Der BfJ betont, eine Bewegung zu sein, und stellt Taten in den Mittelpunkt. Jeder sei unabhängig von seiner Vergangenheit und seinem Beruf willkommen; Kameradschaft sei ein zentraler Wert. Die Diskussionen in nationalen Internetforen sehen sie als realitätsfern und nicht „dienlich für einen nationalen Kampf“, stattdessen fordern sie „Volksaufklärung durch aktive Propagandaarbeit“ auf der Straße.

### Darstellung des Verfassungsschutzes
Der Bund freier Jugend war ab seiner Gründung im Jahr 2003 Gegenstand von staatspolizeilichen Ermittlungen. Die Gruppe und ihre Exponenten sind den Sicherheitsbehörden seit Beginn ihrer Tätigkeiten als Träger rechtsextremen Gedankengutes bekannt. Gemäß dem Verfassungsschutzbericht 2006 spielen die Tätigkeiten des Bundes freier Jugend eine zentrale Rolle für die Entwicklung des Rechtsextremismus in Österreich. Der BfJ habe als einzige österreichische rechtsextreme Jugendorganisation eine „gefestigte Struktur und eine straffe Führung“. Wegen seiner „guten Kontakte zu allen wesentlichen Szenebereichen“ könnte der BfJ die rechtsextreme Szene in Österreich über Alters- und ideologische Unterschiede hinweg enger zusammenrücken lassen. Dies begründe „eine von dieser Gruppe ausgehende erhöhte Gefahr für die öffentliche Ruhe, Ordnung und Sicherheit.“
Er betreibe eine „kontinuierliche und konsequente Rekrutierungsstrategie“. „In politisch-ideologischer Hinsicht wird“ – nach dem Vorbild der Nationaldemokratischen Partei Deutschlands (NPD), zu der enge Kontakte bestehen – „langfristig auf die Ideologieverfestigung, die Heranbildung weltanschaulich geschulter Kader und die Etablierung politischer Positionierungen abgezielt.“ „Die Aktivitäten des BfJ weisen darauf hin, dass diese Personenverbindung mittel- und langfristig eine führende Rolle als Träger, Erhalter und Verbreiter rechtsextremen Gedankengutes in Österreich anstrebt.“ Im Verfassungsschutzbericht 2007 wird die Etablierung des BfJ als erfolgreicher Versuch eines Generationenwechsels in der rechtsextremen Szene bezeichnet. In der Öffentlichkeit versuche sich der BfJ als „harmlose, heimatverbundene Jugendgruppe“ zu präsentieren; er sei aber ein maßgeblicher Träger und Erhalter rechtsextremen Gedankenguts in Österreich. Der Kern der Organisation hätte 2006 aus rund 15 Personen bestanden, zu Veranstaltungen hätten regelmäßig ca. 60 Personen mobilisiert werden können.

## Logo
Das Logo des Bundes freier Jugend hat eine an ein Wappenschild erinnernde Form. Darin befindet sich unter der Abkürzung des Organisationsnamens in gebrochener Schrift eine blaue Kornblume. Die Kornblume war das Erkennungszeichen der NSDAP während ihres Verbots im Austrofaschismus.

## Aktivitäten
Die Aktivitäten des Bundes freier Jugend lassen sich grob in einen politischen und einen (gegen-)kulturellen Bereich einteilen; sie umfassten folgende Bereiche:
1. Schulung der Aktivisten: Mit Gruppentreffen, Lesezirkeln, Büchertischen und ähnlichem sollten Mitglieder politisch geschult und ideologisch gefestigt werden.
2. Kulturelle Aktivitäten: Die Weltanschauung wurde auch über völkisch-kulturelle Aktivitäten wie Sonnwendfeiern und Kultstättenwanderungen gefestigt.
3. Stärkung des Gemeinschaftsgefühls: Gemeinsame Tätigkeiten wie Treffen im eigenen „nationalen Jugendclub“, Wanderungen, Schiausflüge und Zeltlager sollten die Gemeinschaft festigen.
4. Öffentlichkeitsarbeit: Mittels Öffentlichkeitsarbeit sollten die Mitglieder geschult, neue Mitglieder gewonnen und die Bevölkerung über die Ansichten des BfJ informiert werden. Zu diesem Zweck gab der BfJ die Zeitschrift Jugend Echo heraus, verteilte Flugblätter, affichierte Plakate und führte kleinere Kundgebungen durch.

Das Schulungskonzept des BfJ war eher auf Kaderschulung denn auf die Bildung einer Massenbasis ausgerichtet. In Österreich gab es lange Zeit keine Jugendorganisation, die junge rechte Aktivisten abseits des studentisch-burschenschaftlichen Spektrums und des Rings freiheitlicher Jugend regelmäßig politisch und weltanschaulich schulen konnte. Diese Lücke füllte der BfJ aus.
Zur Vermittlung einer völkischen Gegenkultur wurde „germanisches Brauchtum“ gepflegt. Sonnwendfeiern, zum Beispiel Ende 2002 und Mitte 2003 mit circa 60 Teilnehmern, zählten ebenso dazu wie eine „Feierstunde am Dichterstein Offenhausen“, Kultstättenwanderungen mit Zeltlager, eine Jugend-Dichterlesung, ein Volkstanzfest, „ario-germanische Ballspiele“ oder eine einwöchige Rumänienreise mit einem Schwerpunkt auf Deutsche in Rumänien und einem Treffen mit rumänischen Nationalisten. Wanderungen und Zeltlager mit Aktivisten anderer Organisationen dienten der Kontaktpflege und erinnerten an bündische Jugendgruppen. Viele gemeinsame Tätigkeiten dienen gleichzeitig der Stärkung des Gemeinschaftsgefühls. Das sind neben den schon erwähnten Aktivitäten unter anderem Schiausflüge, Faschingsfeiern und „Glühweinzauber“. Dazu standen dem BfJ eine „Heimat-Stube“ im Linzer Stadtteil Neue Welt und ein Heim in Wien-Ottakring zur Verfügung.
Um seine politischen Inhalte öffentlich zu verbreiten, veranstaltete er mehrere kleine Kundgebungen in Oberösterreich, so zum Beispiel gegen die Wehrmachtsausstellung oder gegen die EU-Osterweiterung. 2003 versuchte der BfJ vergeblich, an einer Demonstration gegen den Irakkrieg teilzunehmen. 2004 wurde in Steyr eine bewilligte Demonstration gegen die gleichgeschlechtliche Ehe abgehalten; häufig wurden Demonstrationen und Kundgebungen aber von den Behörden verhindert. Um diese Verbote zu umgehen, wurden einige vorgeblich spontane Stadtrundgänge in oberösterreichischen Kleinstädten organisiert. Der Verfassungsgerichtshof hielt in einem Erkenntnis vom 16. März 2007 fest, dass es bei einer Kundgebung des BfJ am 18. März 2006 zur Verwendung von „Schlagworten nationalsozialistischer Prägung“ kam.
Zwischen BfJ und dem Ring Freiheitlicher Jugend, einer Jugendorganisation der FPÖ, kam es immer wieder zu Kooperationen und Vermischungen.

### „Tag der volkstreuen Jugend“
Die größte Veranstaltung des Bundes freier Jugend war der von 2003 bis 2007 (?) jährlich organisierte Tag der volkstreuen Jugend, zu dem auch Neonazis aus dem Ausland, vor allem aus Deutschland, anreisen. 2003 traten der „führende AFP-Ideologe“ Konrad Windisch, Herbert Schweiger und Günter Rehak als Vortragende auf. Das Kulturprogramm bestand aus einer Dichterlesung, einem Laienspiel der Heimattreuen Deutschen Jugend und „Freiheitsliedern“ von Jörg Hähnel. 2004 nahmen circa 100 Personen aus Österreich und Deutschland teil. Einer Feierstunde und Kranzniederlegung am Offenhausner Dichterstein folgten Vorträge, unter anderem von Lars Käppler und dem ehemaligen Funktionär der Wiking-Jugend, Hartmut Wilhelm, sowie gemeinsamer Gesang. Das Treffen fand 2005 auf Schloss Hochscharten in Waizenkirchen statt und wurde in diesem Jahr erstmals von den Sicherheitsbehörden aufgelöst. Nach Angaben des Verfassungsschutzberichts nahmen daran rund 110 Personen teil, davon etwa 20 aus Deutschland und 10 aus Italien. 2006 konnte der Tag der volkstreuen Jugend in Form von Demonstrationen stattfinden: Vormittags wurde eine Kundgebung des Witikobundes in Freistadt besucht, anschließend fand in Ried im Innkreis eine vom Welser Rechtsextremisten Ludwig Reinthaler angemeldete Demonstration statt. Zuletzt wurde der Tag der volkstreuen Jugend 2007 in Sankt Johann im Pongau veranstaltet, aber von der Polizei unmittelbar nach einem Referat von Günter Rehak aufgelöst und „einschlägiges Material“ beschlagnahmt. In Folge verdichtete sich für die Sicherheitsbehörden der Verdacht, dass der BfJ eine neonazistische Gruppierung ist, was zur Verhaftung dreier führender Aktivisten führte (Details dazu siehe unter Juristische Verfolgung).

### Die Zeitschrift „Jugend Echo“
Der Bund freier Jugend gab die gezielt auf Jugendliche ausgerichtete Zeitschrift Jugend Echo heraus, die sich selbst als „Kampfschrift der nationalen Jugend in Österreich“ bezeichnete. Sie diente schon vor der Umbenennung der Organisation in „Bund freier Jugend“ der „AFP-Jugend“ als Sprachrohr und erschien zumindest bis Mitte 2003 monatlich mit einem Umfang von vier A4-Seiten. Eine Analyse der ersten 20 Ausgaben ergab im Jahr 2003 folgende Themen als Schwerpunkte: „‚Systemkritik‘, die Politik der USA, die Europäische Union, der Umgang mit der NS-Vergangenheit, Migration, germanisches Brauchtum, ‚Meinungsfreiheit‘ (NS-Verbotsgesetz) und ‚Anti-Antifa‘“. Später erschien sie nur noch ungefähr vierteljährlich, aber umfangreicher und vierfarbig. Das Layout ähnelte seither dem der Zeitschrift der Bewegung Deutsche Volksgemeinschaft, zu der auch regelmäßige Kontakte bestanden, zum Beispiel bei Demonstrationen in Schwäbisch Hall und beim Tag der volkstreuen Jugend.
Der Bund freier Jugend gab für das Jugend-Echo zwei verschiedene Ziele an. Mit der Zeitschrift sollten einerseits Außenstehende erreicht werden: „Die Bevölkerung soll über nationale Standpunkte aufgeklärt werden, Missstände sollen angeprangert und völkische Lösungen aufgezeigt werden.“ Andererseits sollte sie zur internen Kommunikation dienen: Mit der Zeitung sollten bei jungen Aktivisten die „innere[r] Überzeugung“ gefestigt und die „argumentative[r] Schlagfertigkeit“ geschärft werden. Das Ziel sei eine „gemeinsame, einheitliche Weltanschauung“, um „aktionshemmenden Diskussionen über grundsätzliche Dinge“ zu vermeiden. Die Ausgabe vom August 2004 wurde wegen Verwendung von Kennzeichen verfassungswidriger Organisationen in Bayern beschlagnahmt. Markus Knoll, der bis 2005 im Impressum des Jugend Echos als Herausgeber angeführt war, erhielt wegen Verbreitung nationalsozialistischen Gedankenguts eine Verwaltungsstrafe.

### Sonstige Aktivitäten
Weniger öffentlich betrieben einzelne BfJ-Aktivisten „Anti-Antifa“-Arbeit; oftmals auf fremden Websites. Dabei werden antifaschistische und linke Gruppen ausspioniert, Aktivisten und Demonstranten fotografiert sowie Internetforen und Websites wie Indymedia Österreich ausgewertet. Der BfJ rief öfter zur Teilnahme an rechtsextremen Demonstrationen in Deutschland auf und nahm auch selbst daran teil. Die ehemalige Website des BfJ wurde von Google in Deutschland und Österreich aus Rechtsgründen aus den Suchergebnissen entfernt. Sie ist gegenwärtig nicht mehr abrufbar, Näheres siehe unter Weblinks.

## Ideologischer Hintergrund
Michael Gruber beurteilt die Ausrichtung des Bundes freier Jugend eher als völkische Blut-und-Boden-Ideologie und weniger als rassistisches Weltbild. So stehe nicht die „weiße Rasse“, sondern das „Deutsche Volk“ im Vordergrund. Der BfJ sehe sich selbst in der Tradition der bündischen Jugend der 1920er Jahre.
In einer politikwissenschaftlichen Untersuchung aus dem Jahr 2003 wurde der Bund freier Jugend als rechtsextrem, aber nicht neonazistisch eingestuft. Dafür wurden Veröffentlichungen des BfJ ausgewertet und festgestellt, dass die „textliche Zurückhaltung“ auch eine nur taktische sein könnte, um nicht gegen das Verbotsgesetz zu verstoßen. Ein Jahr später kam das Dokumentationsarchiv des österreichischen Widerstandes zum Schluss, dass der BfJ „nun alle taktischen Rücksichtnahmen auf das NS-Verbotsgesetz hinter sich gelassen zu haben“ scheine, und stufte die Organisation als neonazistisch ein. Heribert Schiedel führt das auch auf das anfangs zurückhaltende Verhalten der Behörden hin. Übereinstimmend bewertet auch das österreichische Bundesamt für Verfassungsschutz und Terrorismusbekämpfung den BfJ als rechtsextrem und neonazistisch.

### Analyse eines programmatischen Artikels
Zu ähnlichen Schlüssen kommt auch Valentin Kirisits in einer politikwissenschaftlichen Untersuchung. Er vergleicht die Grundzüge der Ideologie des BfJ anhand des programmatischen Artikels Der Weg zur neuen Ordnung – Das Programm der nationalen Bewegung von Herbert Schweiger im Jugend Echo 1/05 und anderen Texten mit dem Parteiprogramm der NSDAP von 24. Februar 1920 sowie Passagen aus Hitlers Mein Kampf und sieht dabei „sowohl inhaltlich[e] als auch ideologisch[e] Parallelen und Übereinstimmungen“. Kirisits hebt Parallelen bei folgenden Themen hervor: die Forderung nach einer „deutschen Volkseinheit“, eines „Staatenbund[es] europäischer Völker“ und von Staaten, die jeweils ein Volk zur Gänze umfassen, das Heranziehen von „Naturgesetzen“ als Maßstab für alle Gesetzgebung, die Verteufelung des Geld- und Zinswesens, die Betonung von Familienpolitik zur Erhaltung der „biologischen Substanz des Volkes“ ohne Durchmischung, die Förderung des „natürlichen Sozialempfindens“ innerhalb des eigenen Volkes, Bekenntnis zu einer aus dem Bauernstand gewachsenen Volkskultur und Lebensart und das Verständnis des Wehrdienstes als Ehrendienst für „Volk und Heimat“. Bei einer Analyse der Website des Bundes freier Jugend fallen Kirisits folgende Haltungen auf: Antiamerikanismus, die Ablehnung des Beitritts der Türkei zur Europäischen Union, die Ablehnung der multikulturellen Gesellschaft und des derzeitigen politischen Systems, Rassismus, Ablehnung von Zuwanderung und die Forderung nach einer „Ausländerrückführung“, die Verherrlichung von Wehrmachtssoldaten und die Infragestellung der Befreiung vom nationalsozialistischen System 1945. In Zusammenschau mit dem Gutachten von Heinz Mayer vom Februar 2005 (siehe dazu weiter unten) attestiert Kirisits dem Bund freier Jugend „zweifelsfrei“ einen rechtsextremen Charakter und ein ideologisches Naheverhältnis zum Nationalsozialismus.

### Analyse der Publikationen
Eine umfangreichere, aber ältere Untersuchung beinhaltet eine politikwissenschaftliche Diplomarbeit aus dem Jahr 2003. Der Autor untersucht darin Materialien des BfJ, insbesondere die ersten 20 Ausgaben der Zeitschrift Jugend Echo bis zum Juli 2003, Flugblätter, E-Mails und Webseiten. Die grundlegende Orientierung des BfJ sei völkisch, entsprechend spiele die Zugehörigkeit zum „Deutschtum“ eine zentrale Rolle und werde gemäß einer Blut-und-Boden-Ideologie über die Abstammung definiert. Die Staatsbürgerschaft sei kein Kriterium für die Zugehörigkeit zum „deutschen Volk“; deutsche Juden würden aus der „Volksgemeinschaft“ ausgeschlossen.
Im kulturellen Bereich spiele das „Germanentum“ eine große Rolle, so zum Beispiel in Form „germanischer“ Bräuche oder „alte[r] deutsche[r] Monatsnamen“. „Volkstreue Kräfte“ sollten als „völkische Gegenkultur“ zum Mainstream die Volkskultur bewahren. Dies drücke sich beispielsweise darin aus, dass bei Veranstaltungen des BfJ „nationale Balladen“ gegenüber Rechtsrock bevorzugt werden. Das Thema Migration nehme einen breiten Raum ein. Anstatt einer multikulturellen Gesellschaft werde das neurechte Konzept des Ethnopluralismus propagiert. Als Begründung würden unüberbrückbare kulturelle Differenzen postuliert und ethnisch reine Territorien gefordert. Es würden fremdenfeindliche Stereotype bedient und zum Beispiel vor einer „zunehmenden Überfremdung“ gewarnt.
Die Politik der USA sei häufig Ziel von Kritik, auch im Zusammenhang mit dem Irakkrieg: In Linz seien Plakate affichiert und eine Teilnahme an einer Antikriegsdemonstration versucht worden. Für den Krieg seien „gewisse Mächte“ in den USA verantwortlich. Es würden Parallelen zu Kriegsverbrechen der Alliierten im Zweiten Weltkrieg gezogen und Opferzahlen verfälscht und gegeneinander aufgerechnet. Die damals bevorstehende EU-Erweiterung 2004 würde abgelehnt, vor allem der Beitritt Tschechiens wegen der Beneš-Dekrete. Einer „EU-Diktatur“ werde die neurechte Vorstellung eines „Europa der Völker“ entgegengestellt.
Unter historischen Themen würden die Vertreibungen am Ende des Zweiten Weltkriegs hervorgehoben. Der 8. Mai 1945 werde nicht als Tag der Befreiung wahrgenommen. Gegen die Wehrmachtsausstellung wären Kundgebungen abgehalten und Wehrmachtssoldaten „ohne kritische Hinterfragung zu Helden stilisiert“ worden. Das NS-Verbotsgesetz und staatliche Repressionsmaßnahmen gegen Rechtsextremisten würden bekämpft. So ergreife der BfJ Partei in den Prozessen gegen den Liedermacher Frank Rennicke und die Musikgruppe Landser, dabei werde gegen „Gesinnungsterror“ protestiert und die deutsche Justiz mit einer „Gulag- und Genickschussjustiz Stalins“ gleichgesetzt. Das österreichische Verbotsgesetz werde als „Weg in die Diktatur“ besonders kritisiert und das Verbot der Holocaustleugnung abgelehnt. Manchmal würden Verschwörungstheorien veröffentlicht, die einen codierten Antisemitismus beinhalten. Dabei würden beispielsweise bei Artikeln zum Nahostkonflikt Sachverhalte einseitig und vereinfachend dargestellt, und das Thema Judentum nehme einen breiten Raum ein, oft verbunden mit latentem Antisemitismus. Ein Beispiel für eine solche Verschwörungstheorie ist die Darstellung, dass das Donauhochwasser 2002 mit Hilfe von das Wetter manipulierenden Satelliten herbeigeführt worden sein könnte, um die „internationale Hochfinanz“ über Kredite für den Wiederaufbau davon profitieren zu lassen.
Der BfJ vertrete einen „rechten Antikapitalismus“, der codierte antisemitische Elemente enthalte und sich gegen „internationale Konzerne“ und „die Hochfinanz“ richte. Dabei werde zwischen „raffendem“ und „schaffendem“ Kapital unterschieden und Parolen linker Globalisierungskritiker übernommen. Anstelle der Globalisierung und einer multikulturellen Gesellschaft wolle der BfJ eine völkisch orientierte Gemeinschaft, in der Familie, Kultur und Wirtschaft zum Wohle des eigenen Volkes gefördert werden. Er beklage mangelnde Unterstützung für Familien und agitiere gegen Homosexuelle. Regelmäßig würden tagespolitische Themen besprochen, manchmal in einer militanten Sprache.
Laut DOEW war im Zusammenhang mit dem Irak-Krieg 2003 in Jugend Echo von einer den Krieg fördernden „kleinen Machtclique“ und „unverblümter zionistischer Aggression“ die Rede. Alexander Brenner, der damalige Vorsitzende der Jüdischen Gemeinde zu Berlin, wurde als einer der „israelischen Vertreter in Deutschland“ bezeichnet.

### Gutachten von Heinz Mayer
Der Jurist Heinz Mayer untersuchte in einem Gutachten Publikationen der AFP und des Bundes freier Jugend „am Maßstab des Verbotsgesetzes“. Darin kommt er zum Schluss, dass mehrmals „klar“ gegen das Verbotsgesetz verstoßen wurde. In der Zusammenfassung heißt es: „Offenkundige und verbrämte Verherrlichung nationalsozialistischer Ideen und Maßnahmen, zynische Leugnung von nationalsozialistischen Gewaltmaßnahmen, eine hetzerische Sprache mit deutlich aggressivem Ton gegen Ausländer, Juden und ‚Volksfremde‘ sowie eine Darstellung ‚des Deutschen‘ als Opfer sind typische und stets wiederkehrende Signale. Von besonderer Aggressivität sind die Beiträge im JUGEND ECHO.“

## Juristische Verfolgung
Wegen der bei der Auflösung des Tags der volkstreuen Jugend 2007 gewonnenen Erkenntnisse verdichtete sich der Verdacht der Behörden, dass es sich beim Bund freier Jugend um eine neonazistische Gruppe handelt. Am 20. März 2007 wurden drei führende Aktivisten des Bundes freier Jugend verhaftet und Hausdurchsuchungen durchgeführt. Ihnen werden Verstöße gegen das NS-Verbotsgesetz vorgeworfen. Die verhängte Untersuchungshaft wurde mehrmals wegen Tatbegehungs- und Verdunkelungsgefahr verlängert. BfJ-Aktivisten organisierten Solidaritätsaktionen mittels Konzerten und Flugblättern. Dass der Bund freier Jugend trotz der Verhaftungen handlungsfähig geblieben ist, zeigt für den Rechtsextremismusexperten Wolfgang Purtscheller „eine neue Qualität“ im Vergleich zur Situation der rechten Szene nach der Zerschlagung der Volkstreuen außerparlamentarischen Opposition. Die Verhaftung wurde in rechtsradikalen Kreisen zum Anlass genommen, sich mit den drei Aktivisten zu solidarisieren und das Verbotsgesetz wieder einmal zu kritisieren, unter anderem von der Mutterorganisation Arbeitsgemeinschaft für demokratische Politik, den Landesgruppen der NPD in Sachsen und Mecklenburg-Vorpommern, den Jungen Nationaldemokraten, der Dänischen Nationalsozialistischen Bewegung, der Hilfsorganisation für nationale politische Gefangene und deren Angehörige, dem Ring Freiheitlicher Jugend Österreich und in der Zeitschrift Zur Zeit. Dabei sprechen mehrere dieser Organisationen in einer gemeinsamen Erklärung von „Gesinnungsterror“ und einem „stalinistische[n] Regime in Österreich“, „dem heute unfreiesten Staat Europas“.
Nach einem halben Jahr Haft wurden die drei BfJ-Aktivisten am 20. September 2007 aus der U-Haft entlassen. Bei der Haftprüfung wurde entschieden, dass die Schwere des Tatverdachts nicht mehr im Verhältnis zur Haftdauer stehe. Der Prozess gegen vier BfJ-Aktivisten und gegen Horst Ludwig, den Vorsitzenden der Arbeitsgemeinschaft für demokratische Politik, begann am 14. Mai 2008; die Anklage lautete unter anderem auf Verstoß gegen § 3a Verbotsgesetz. Am 5. November 2008 wurden schließlich alle Angeklagten freigesprochen, die Staatsanwaltschaft meldete Nichtigkeitsbeschwerde an. Am 7. August 2009 teilte die zuständige Staatsanwaltschaft Wels mit, dass die Freisprüche aus dem Geschworenenprozess im Rechtsmittelverfahren vom Obersten Gerichtshof bestätigt und somit rechtskräftig wurden.